# Literatura erótica

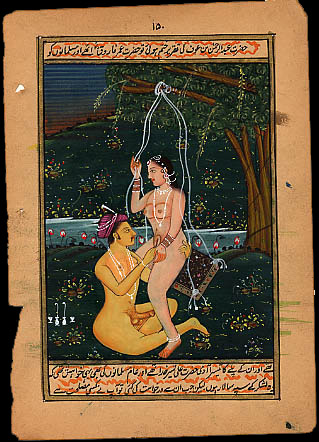
Ilustración del Kama-sutra

La literatura erótica es un género literario en el cual los textos se relacionan, directa o indirectamente, con el erotismo y el sexo. Cuando las escenas son explícitas deja de ser erotismo, en cuyo caso se le considera literatura pornográfica. El erotismo usa metáforas para hacer referencia a la relación sexual sin la necesidad de ser explícito. En el caso de la literatura pornográfica el mensaje es más directo, llegando a mencionar posiciones y partes del cuerpo. 
Dentro de este género pueden encontrarse habitualmente novelas de ficción de contenido erótico, historias cortas o cuentos, poesía, obras de teatro, memorias y manuales de sexo.

## Historia
El erotismo y el sexo han estado asociados a la sociedad y la cultura del hombre desde los inicios de los tiempos, y el caso de la literatura no es una excepción, si bien a menudo se ha visto sometida a la censura por considerarse un tema reprobable o pecaminoso. Asimismo, también es frecuente la alusión al sexo o pasajes eróticos englobados dentro de obras mayores, no como tema principal de la obra, sino como capítulos aislados que contribuyen al devenir de la narración o al desarrollo de personajes. Así, por ejemplo, es posible encontrar fragmentos claramente eróticos en obras como el Quijote de Cervantes o el Ulises de James Joyce, sin que por ello se considere a estas obras dentro del género.

### Erotismo literario en la antigüedad
Ya en el Antiguo Egipto, se redactaron tratados acerca del sexo, en ocasiones meras recopilaciones de posturas sexuales, como por ejemplo en el papiro de Turín, donde se detallan las variantes del acto amatorio. Aunque poco se conserva de la época, sí se han salvado algunos fragmentos, como por ejemplo en el papiro de Leide, donde se propone la "confección de una imagen del amor".
La literatura antigua relativa al erotismo se caracteriza principalmente por la unión entre lo divino y lo terrenal. Son frecuentes las alusiones a los dioses y los cultos a la fecundidad y al falo. Las obras se encuadran habitualmente en manuales de posturas sexuales, poesía y obras de teatro. Aparte de tratar la heterosexualidad, son frecuentes también las referencias al sexo oral y al lesbianismo. Las hetairas, mujeres que elevan la práctica del amor a la categoría de arte, fueron autoras propias de tratados sobre dichas prácticas, pudiéndose enunciar los tratados de Artyanassa, vieja servidora de Helena, de Filenis de Samos y los de Elefantis. No en pocas ocasiones, el erotismo literario va asociado a la comedia o se asocia con la sátira y la crítica social.
Los primeros escritos de literatura erótica se remontan a la Antigua Grecia, en torno al año 400 a. C., cuando el dramaturgo Aristófanes escribió la obra de teatro Lisístrata. De alrededor del año 300 a. C. datan los obscenos poemas satíricos de Sótades, que llegaron a acarrearle la prisión por las críticas hacia la unión de Ptolomeo II con su hermana Arsinoe. Durante un tiempo se identificó incluso como literatura sotádica a la propia literatura erótica. Hacia el siglo II a. C. se atribuye a Luciano la escritura del libro pornográfico más antiguo, Los diálogos de las cortesanas. Es Luciano, precisamente, quien emplea por primera vez el término del lesbianismo para definir la homosexualidad femenina.
La Antigua Roma también es rica en este género literario, cultivado entre el siglo II y principios del siglo I. A esta época pertenecen los Priapeos o Priapeya, una serie de poemas acerca del dios Príapo. Aparte de los acercamientos al género de autores como Marcial, Juvenal, Plauto, Catulo y Horacio, cabe destacar El arte de amar, de Ovidio, El Satiricón, de Petronio y El asno de oro, de Apuleyo, como obras más relevantes de la época.
En la Antigua China, durante el período Han (alrededor del año 200 a. C.) circularon diversos manuales didácticas sobre la práctica sexual, siguiendo la fórmula literaria del diálogo entre un Emperador y sus preceptos o profesores sexuales.
En el siglo IV, apareció en la India el Kámasutra, el más famoso y universal de los manuales de sexualidad. Escrito por Mal-la Naga Vatsiaiana como un texto religioso dirigido al pueblo, la obra es un compendio de técnicas y consejos en las artes amatorias, que van desde el erotismo y la sensualidad más sutiles hasta una descripción detallada y gráfica de posturas sexuales para el acto de la cópula.

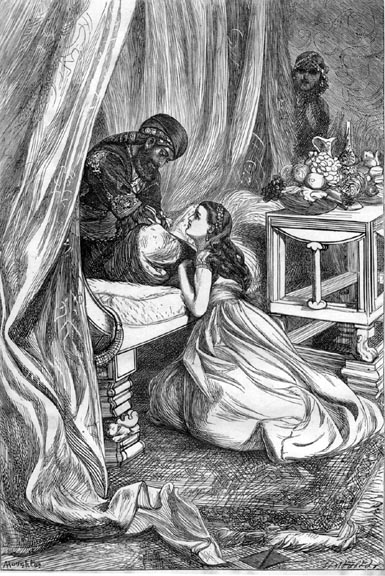
El sultán perdonando la vida a Scheherezade, Las mil y una noches

Procedente del Oriente medio musulmán es la obra medieval Las mil y una noches, del siglo IX, en la cual se trata el tema de la infidelidad. También de origen musulmán es El jardín perfumado, de Cheik Nefzaoui, un manual al estilo del Kama sutra. Un segundo manual surgió en la India aproximadamente hacia el siglo XV o XVI, el Ananga Ranga, de Kalyana Malla, con una serie de consejos para evitar la monotonía en el matrimonio e impedir la separación entre hombre y mujer.

### La Edad Media y el Renacimiento
La Edad Media fue una época difícil para el erotismo y la sexualidad en general, y la literatura se vio también influenciada por ese hecho. En el siglo XII surge el ideal del amor cortés, basado en un amor servicial y desinteresado que idealiza a la mujer amada. Algunas obras englobadas dentro de este estilo son Lancelot de Chrétien de Troyes, Tristán e Isolda de Gottfried von Strassburg, el Roman de la Rose de Guillaume de Lorris y Jean de Meun y Vita nuova y la Divina Comedia de Dante Alighieri.
La literatura erótica cobró cierta importancia en Italia con la llegada del Renacimiento. Giovanni Boccaccio fue el autor del Decamerón (1353), obra que narraba las hazañas de los monjes seduciendo monjas en los conventos. El libro fue prohibido en muchos países. Aún cinco siglos después, diversas copias del texto fueron destruidas en países como Estados Unidos o Inglaterra; entre los años 1954 y 1958, magistrados ingleses dieron ocho órdenes de destrucción del libro. Otra obra italiana importante del siglo XV fue Facetiae o Facecias de Gian Francesco Poggio Bracciolini, una colección de historias breves donde los argumentos en torno a la lujuria son grandes protagonistas. Girolamo Morloni retrató las costumbres sexuales de Nápoles en Novellae (1520) y Pietro Armino cautivó a los lectores con comedias y sonetos lujuriosos y la obra Razonamiento, en la que da habida cuenta de las perversiones de la época. Todavía en Italia, destacan también la figura de Antonio Beccadelli, cuya obra de mayor fama, Hermaphroditus (1425) evocaba al erotismo de la obra de Catulo y Marcial, así como de los priapeos. Esta obra no escapó tampoco a la censura cristiana debido a su obscenidad. Otros ejemplos de la época dentro del mismo género son los poemas eróticos de Eustache Deschamps, el libro De amore de Andreas Capellanus y los Cuentos de Canterbury de Geoffrey Chaucer.
En Francia comienza también a notar la influencia de la literatura erótica en la figura de Antoine de la Sale, al cual pertenecen las obras Le Petit Jehan de Saintré (1456), en la cual una mujer viuda adoctrina a un joven caballero en todas las artes de la religión, la cortesía y la caballería, sin dejar de lado la seducción y el amor, y Les Quinze Joyes de mariage (Los quince chistes del matrimonio), donde con un lenguaje vívido y natural describe las miserias del matrimonio.
Un intento de imprimir material erótico provocó un escándalo cuando los italianos Pietro Aretino y Marcantonio Raimondi produjeron I Modi en 1524, un libro ilustrado con 16 posturas sexuales. Raimondi ya había llegado a publicarlo una vez antes, y fue posteriormente encarcelado por el papa Clemente VII, destruyéndose todas las copias de las ilustraciones. Raimondi basó los grabados en una serie de pinturas eróticas que Giulio Romano estaba haciendo por encargo para el Palazzo del Te en Mantua. Aunque las dos representaciones eran muy similares, solo Raimondi fue procesado porque sus grabados podían ser vistos por el público. Romano no supo de estos grabados hasta que Aretino fue a ver las pinturas originales mientras Romano estaba trabajando en ellas. Aretino compuso entonces dieciséis sonetos explícitos («tanto en tu conejo como en tu trasero, mi polla me hará feliz, y a ti feliz y contenta») para acompañar las pinturas y asegurar la excarcelación de Raimondi. I Modi fue entonces publicado por segunda vez, con los poemas y las ilustraciones, siendo la primera vez que se combinaban textos e imágenes eróticos, aunque el papa requisó de nuevo toda las copias que pudo encontrar. Raimondi eludió esta vez la prisión, pero la censura fue tan eficaz que ninguna copia original ha sido hallada nunca. El texto conservado es solo una copia de una copia que fue descubierta 400 años después. Entre los discípulos de Aretino de puede encontrar a Lorenzo Veniero, autor de La puttana errante, y a Nicollo Franco, autor de La priapea, donde se burla de los usos sexuales del maestro.
En la península ibérica se pueden destacar las Cantigas de escarnio y mal decir, en gallego portugués y el Libro de buen amor del arcipreste de Hita, donde el autor narra los hechos de su vida amorosa durante la Baja Edad Media. Un poco más adelante, inmersos en el Siglo de Oro español, se pueden citar las obras de La Celestina, donde se cuentan los aconteceres de una alcahueta y La Lozana andaluza de Francisco Delicado, donde se describen el mundo de la prostitución en la Roma renacentista. No obstante, multitud de escritores dedicaron algún verso al erotismo y la sexualidad a pesar del puritanismo reinante de la época, como Quevedo o Góngora, aunque generalmente son más aportaciones aisladas que tramas centrales.

### SigloXVIyXVII, la liberación erótica

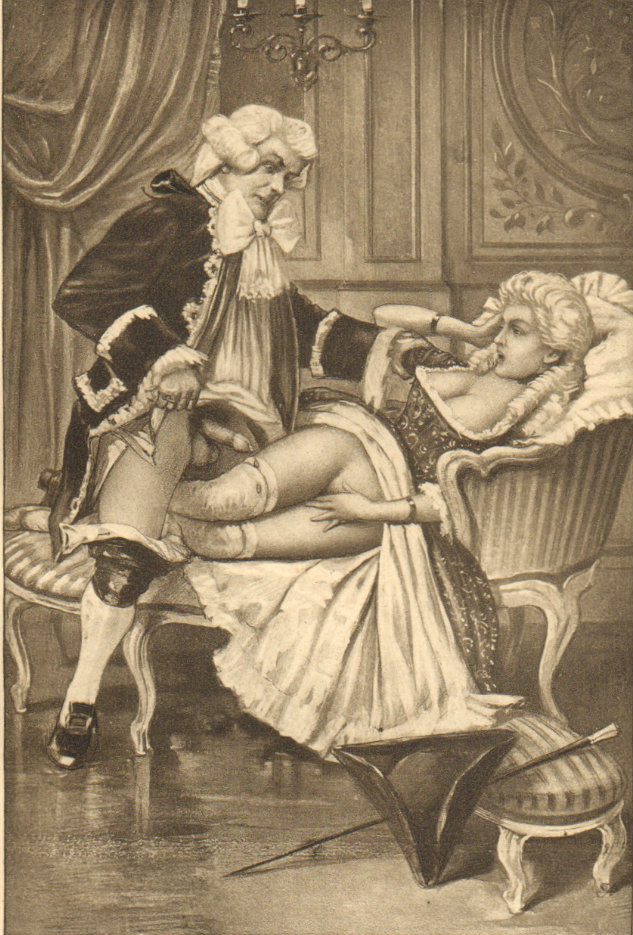
Ilustración de la obra Fanny Hill, también conocida como Memoirs of a Woman of Pleasure

Durante el siglo XVI, la herencia medieval se hará notar en una de las literaturas más ricas de Europa, la francesa, conociendo obras maestras del género como Pantagruel (1532) y La Vie très Horrificque du Grand Gargantua (1534), de Rabelais, escritos que parodian los excesos del amor sensual y el libertinaje. En este mismo contexto, el grupo de poetas conocido como La Pléyade también aborda la poesía amorosa de carácter libidinoso. Destaca la obra Sonnets pour Hélène, de 1578, donde Pierre de Ronsard trata el tema del amor prohibido de un hombre de avanzada edad por una joven doncella.
Inspirada en el Decamerón de Boccaccio, Margarita de Navarra escribió el Heptameron (1558), una colección de 72 historias cortas que versan sobre los temas del amor, la lujuria, la infidelidad y otras materias románticas y sexuales.
En el siglo XVII comenzaron a circular numerosos ejemplos de literatura pornográfica o erótica, impresos principalmente en Ámsterdam y pasados de contrabando a los demás países europeos. Entre estos se cuentan L'Ecole des Filles, una obra francesa impresa en 1655 que está considerada entre los comienzos de la pornografía de Francia. Consiste en un diálogo ilustrado entre dos mujeres, una joven de 16 años y su más mundana prima, y sus discusiones explícitas sobre sexo. El autor permanece anónimo hasta la fecha, si bien algunos sospechosos sufrieron penas de prisión por la supuesta autoría de la obra.
Del mismo siglo data la idea del Don Juan, personaje masculino seductor y osado que nunca encuentra satisfacción plena en sus conquistas, razón por la cual se embarca una y otra vez en la tarea de la seducción, renunciando al amor.
Giovanni Benedicti Sinibaldi realizó una de las primeras incursiones en las raíces de la sexología, con su obra Geneanthropeia (1669), con más intenciones que rigurosidad.
En Francia, destaca la figura de Pierre de Brantôme, el cual presentaba unos personajes inmersos en la inmoralidad más absoluta según los cánones de la sociedad. En sus manuscritos no faltan descripciones explícitas y amplias de las partes íntimas, así como alusiones a la promiscuidad, el lesbianismo, el cunnilingus e incluso el sadomasoquismo. Entre sus obras, probablemente la más obscena sea la Vida de las mujeres galantes.
En Inglaterra, el dramaturgo John Ford realizó una controvertida incursión en el incesto con su obra 'Tis Pity She's a Whore, tanto por la trama principal como por la forma en que el protagonista es tratado, no condenándose en ningún momento sus actos. Por otro lado se encuentra la obra Sodom, o la quintaesencia del libertinaje, atribuida a John Wilmot Rochester, aunque no se sabe con exactitud quien es el autor. La trama gira alrededor de la preferencia sexual de un rey por la sodomía, que podría interpretarse dentro del contexto de la época como una sátira contra la permisividad del rey Carlos II de Inglaterra con el catolicismo durante su reinado.

### La Ilustración, reafirmación de la pornografía literaria

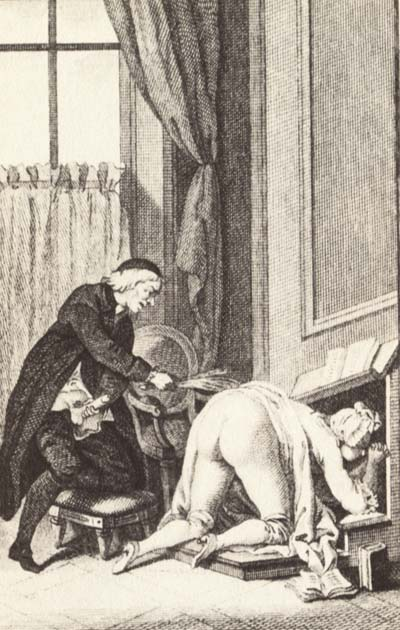
Ilustración de Theresa, filósofa

Durante la Ilustración, muchos de los librepensadores franceses empezaron a explotar la pornografía como medio de crítica y sátira social. La pornografía libertina era un comentario social subversivo dirigido a menudo contra la Iglesia católica y las actitudes generales de represión sexual. El mercado de estos panfletos baratos producidos en masa pronto pasó a ser la burguesía, haciendo que las clases altas se preocupasen, como en Inglaterra, porque la moral de las clases inferiores y los débiles mentales se corromperían, dado que las mujeres, esclavos y analfabetos eran vistos como especialmente vulnerables durante esa época.
Las historias e ilustraciones (vendidas en las galerías del Palais Royal, junto con los servicios de prostitutas) eran a menudo anticlericales, llenas de sacerdotes, monjes y monjas indecorosos, una tradición que en Francia se prolongó hasta el siglo XX. En el periodo que fue hasta la Revolución francesa, la pornografía se usó también como comentario político: María Antonieta era a menudo objeto de fantasías que incluían orgías, actividades lésbicas y la paternidad de sus hijos, y circularon rumores sobre la supuesta insuficiencia sexual de Luis XVI.

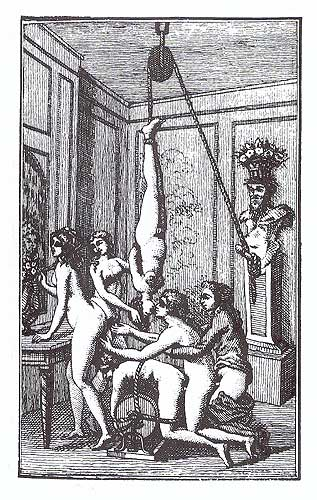
Ilustración de una edición holandesa de la obra Justine, del Marqués de Sade, sobre 1800

La respuesta inglesa a esto fueron las Memoirs of a Woman of Pleasure (más tarde abreviadas y retituladas Fanny Hill) escritas en 1748 por John Cleland. Aunque el texto satirizaba las convenciones literarias y las costumbres de moda en la Inglaterra del siglo XVIII, fue más escandaloso por retratar a una mujer, la narradora, disfrutando e incluso deleitándose con actos sexuales sin consecuencias físicas o morales graves. El texto es apenas explícito, pues Cleland escribió el libro entero usando eufemismos para los actos sexuales y las partes del cuerpo, usando hasta 50 diferentes solo para aludir al pene. Dos pequeños terremotos fueron atribuidos al libro por el obispo de Londres y Cleland fue arrestado y brevemente encarcelado, pero Fanny Hill siguió publicándose y es uno de los libros más reimpresos en idioma inglés.[cita requerida] Sin embargo, no fue legal poseer una copia en los Estados Unidos hasta 1964 y en el Reino Unido hasta 1970.
Al igual que sucede con las críticas y las sátiras al gobierno, en ocasiones el erotismo también se funde con la filosofía, como demuestra la obra Teresa, filósofa, atribuida al Marqués d'Argens, donde se intercalan pasajes cargados de erotismo y provocación con lecciones acerca de filosofía. Enmarcada dentro de lo que podría denominarse novela pornográfica, fue una de las obras más difundidas en su época en Francia.
Un tema recurrente con la llegada del libertinaje ilustrado es el de las orgías. Andréa de Nerciat destacó en este aspecto con las obras relacionadas Las Afroditas y El diablo en el cuerpo. Un hecho importante acerca de la obra de De Nerciat es la carencia de pretensiones ideológicas y políticas, tratándose de relatos de puro entretenimiento y pasión. Esta tendencia más adelante será la seguida en los años venideros. La época también fue cuna de numerosos fetiches o desviaciones sexuales. Nicolás Edme Restif de la Bretonne, por ejemplo, entre sus obras aparece el fetichismo acerca de los pies o los zapatos, y el conde de Mirabeau volvió a hacer incursión en el tema de la iniciación sexual de jovencitas en The Lifted Curtain or Laura's Education.
Durante y tras la Revolución francesa se imprimieron las famosas obras del Marqués de Sade, que a menudo fueron acompañadas por ilustraciones y sirvieron de comentario político o filosófico para su autor. No obstante, el Marqués marcó un hito en la historia de la literatura erótica y es principalmente conocido por sus obras en el género. Abiertamente libertino, su oposición a toda ley y su particular visión del mundo le valieron algunos años en prisión. Precisamente durante su estancia en la Bastilla, comenzó a escribir la que es una de sus obras más importantes, Los 120 días de Sodoma, donde narra cómo cuatro adinerados encerrados en un castillo deciden poner en práctica, abusando de su situación, las historias más depravadas oídas, frecuentemente unidas a una violencia exacerbada. No en vano, el sadismo hereda su nombre del apellido del Marqués. Otra obra del Marqués es Justine o los infortunios de la virtud, donde narra la vida de dos hermanas huérfanas que escogen dos caminos muy diferentes, una acogida al culto religioso y la otra entregada al vicio y la perversión. Las obras de Sade también contribuyeron en cierto modo a la transformación del género, pasando de la crítica hacia la clase política hacia la crítica de la sociedad en general.

### SigloXIX, puritanismo inglés y apogeo del erotismo en Centroeuropa
Hacia el siglo XIX surge una nueva corriente, el Romanticismo, que idealiza el dolor y el sufrimiento psíquico, así como el amor pasional. Esta nueva corriente lidiaba a menudo con las fronteras entre lo permisible y lo prohibido, aun sin llegar a la obscenidad de épocas anteriores. Gustave Flaubert, por Madame Bovary, y Charles Baudelaire, por Las flores del mal, llegaron a ser enjuiciados. Menos controvertidas fueron otras obras clásicas del período, como Cumbres Borrascosas, Jane Eyre o Anna Karenina. Este subgénero concreto terminará derivando en lo que se conocerá como novela rosa.
En la época victoriana en Inglaterra, al mismo tiempo, cobraron fuerza los textos eróticos con una característica relación entre maestro y sirviente. En su literatura se refleja en obras como Venus, maestra de escuela, o los juegos de la flagelación, de George Cannon o The Meny Order of St. Bridget, de James Berttram. Sin embargo, las obras eran más comúnmente anónimas y de fecha incierta, con casos como The Lustful Turk (1828), The Way of a Man with a Maid, A Weekend Visit, The Romance of Lust (1873), The Autobiography of a Flea (1887), Beatrice, Venus in India (1889), Raped on the Railway (1894), Flossie, A Venus of Fifteen (1897) y My Lustful Adventures.
Pero la literatura erótica más salvaje también continuó en el siglo XIX. El autor austríaco Leopold von Sacher-Masoch se hizo un hueco en la historia a partes iguales por el escándalo y el éxito generados en Francia de su obra La venus de las pieles (1870), en la cual sienta las bases de lo que más adelante se terminará conociendo como masoquismo, en honor a su propio apellido, consistente en ser azotado, hacerse atar y ser humillado por la pareja. Autores que siguieron su estela son Richard Brohmek y Fedor Essée, siempre con la mujer vista desde un punto de dista dominante y cruel, con la figura del hombre dominado y sumiso.
A finales de siglo, surge el nombre del dramaturgo Arthur Schnitzler, que proclama durante varias de sus obras la supremacía del instinto sexual sobre las convenciones sociales. Su obra más polémica fue La ronda, un ciclo de diez piezas dramáticas de un solo acto, cada una formada por una pareja de amantes, de tal forma que uno de los integrantes de la pareja repite en dos escenas consecutivas, en una especie de danza de emparejamientos sexuales. A primeros del siglo XX, llegaron a venderse más de 40 000 ejemplares en Alemania, antes de que se prohibiera la obra. Los intentos de representación de la misma también fueron objetivo de censura y prohibiciones. Otra novela erótica de gran importancia en Alemania fue Josephine Mutzenbacher, considerada como un clásico pornográfico. Publicada anónimamente, se atribuye su creación a Felix Salten. La historia es narrada bajo el punto de vista de una prostituta vienesa de 50 años, que rememora sus escapadas sexuales entre las edades de 5 y 12 años. El libro toca casi todos los posibles tabúes relativos al sexo, como la prostitución infantil, el incesto, la homosexualidad, la violación o las orgías. Anecdóticamente, Felix Salten es el autor del clásico infantil Bambi.[cita requerida]

### SigloXXy actualidad
El inglés D. H. Lawrence es el autor de uno de los libros más polémicos de la primera mitad del siglo XX, El amante de Lady Chatterley (1928), que narra el descenso al adulterio de una mujer con un sirviente durante la ausencia de su marido, destinado en la Primera Guerra Mundial. En la obra se describen detalladamente las relaciones sexuales de los amantes, las cuales simbolizan y glorifican la fuerza del amor, que no entiende de barreras sociales clasistas. Asimismo, la obra ha sido también estudiada como un texto anti-feminista, como un elogio al triunfo del falo.
En España, un célebre y exitoso escritor de novelas eróticas fue el Caballero Audaz. Apareció vinculado a una corriente de novela erótica de principios de siglo y logró en vida tiradas millonarias, al punto que, casi cien años después, no hay problema para encontrar ejemplares en el mercado del libro usado.[cita requerida]
Otro autor controvertido de inicios de siglo es Henry Miller, con sus obras Trópico de Cáncer (1934) y Trópico de Capricornio (1938), prohibidas en múltiples países. Miller encumbra la pornografía (entendida desde su significado griego original, como la relación con las prostitutas), describiéndola como una nueva religión. Emmanuelle Arsan, autor de Emmanuelle, y Dominique Aury, autora de Historia de O, también inciden en la misma ensalzación del mundo de la prostitución.
Georges Bataille, con el libro titulado La historia del ojo (1928), publicada bajo pseudónimo, exploró las sensaciones y las relaciones sexuales entre dos adolescentes de tendencia exhibicionista. Durante la obra se afrontan aspectos como la muerte o la locura, siempre relacionados con los devenires sexuales de la pareja protagonista. El sexo en grupo, el erotismo de los fluidos o la unión entre religión y sexo son otros temas tratados en la obra. Una importante característica del libro es que incluía diversas ilustraciones explícitas.
Anaïs Nin fue una de las primeras representantes de la literatura erótica femenina. Conocida por sus diarios, que cuentan su vida detallada desde los 12 años, Nin ha tocado multitud de temas eróticos en sus obras, como el incesto, el voyeurismo y el lesbianismo.
Vladimir Nabokov es principalmente conocido por ser el autor de Lolita (1955), una obra que trató el espinoso tema de la relación entre una joven menor de edad y un hombre maduro, obsesionado por las ninfetas (niñas sexualmente deseables de entre 9 y 14 años). La obra, tachada de pornográfica cuando se publicó en Francia, fue adaptada al cine por Stanley Kubrick en 1962 y más tarde por Adrian Lyne en 1997. Sin embargo, el impacto de la novela en la sociedad fue enorme, habiendo trascendido el título del libro, considerándose como un término ligado a la pedofilia.
Otros autores significativos del siglo XX son Guillaume Apollinaire, Louis Aragon, Jean Genet, conocido por sus escritos sobre homosexualidad, Pierre Louÿs, autor de la parodia Manual de urbanidad para niñas, la poeta surrealista Joyce Mansour, Mario Vargas Llosa, con Travesuras de la niña mala, de sinopsis similar a la Cenicienta, o J. G. Ballard, autor de Crash (1973), una novela en la que se aborda la relación entre el deseo sexual y los coches, adaptada al cine en 1996 por David Cronenberg.
Una de las obras clave de la literatura erótica de la segunda mitad del siglo XX es, sin duda, Historia de O. Publicada bajo el pseudónimo de Pauline Réage, la obra fue concebida como una serie de cartas de amor a su amante Jean Paulhan, admirador del trabajo del Marqués de Sade. Se trata de una historia de absoluta sumisión, donde la protagonista, es iniciada en las artes sexuales a modo de esclava, siempre disponible para las relaciones sexuales de todo tipo. Ambientada en el mundo BDSM, varios términos del mismo provienen del libro, como Samois.
A finales del siglo XX y principios del XXI, los libros eróticos narrados a modo de autobiografía femenina cobran cierta fama. Las edades de Lulú, de Almudena Grandes, la controvertida Cien Cepilladas antes de Dormir, de Melissa Panarello, que trata la sexualidad extrema durante la adolescencia, o Diario de una ninfómana (2003), de Valérie Tasso, son algunos ejemplos de ello.
De las últimas décadas, la novela erótica más destacada, sin duda ha sido la trilogía Cincuenta sombras de Grey, escrita por E. L. James.
En Italia, la escritora Una Chi (pseudónimo de Bruna Bianchi) obtuvo mucha notoriedad con una escritura culta y su análisis frío.[cita requerida]

## Literatura erótica e Internet

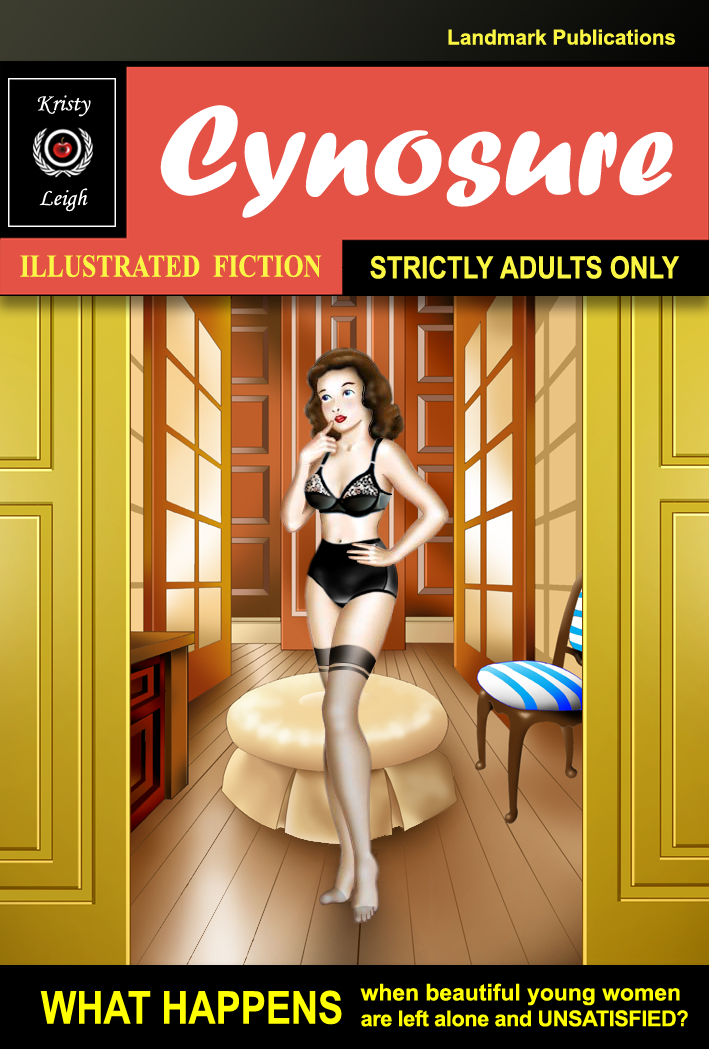
La llegada de las nuevas tecnologías también ha supuesto un incremento de la actividad de la literatura erótica

La llegada de las nuevas tecnologías también ha supuesto un incremento de la actividad de la literatura erótica, al igual que en otras manifestaciones erotizadas como la fotografía o el cine. En Internet es fácil encontrar sitios web donde se recopilan relatos eróticos escritos por los usuarios, de calidad y duración variable. El anonimato facilita la escritura y difusión de textos que podrían estar inspirados en la realidad o que simplemente satisfacen la imaginación y creatividad del narrador. Por lo general, se trata de escritos de corta duración y fuerte contenido sexual, muy explícito, aunque no existe una norma o tendencia prefijada. Abunda la temática prohibida o desaprobada socialmente, con textos relativos a diferentes filias y argumentos inmersos en actividades como el sexo con menores, el incesto o el sadomasoquismo.[cita requerida]
La literatura erótica también es encontrada en la fanfiction donde popularmente se le conoce como lemon.